# Parque nacional Patagonia (Argentina)
El Parque Nacional Patagonia se ubica en la República Argentina al noroeste de la provincia de Santa Cruz, comprendiendo el sector sur del departamento Lago Buenos Aires, próximo al sector norte del departamento Río Chico. Geográficamente corresponde a parte de la meseta del Lago Buenos Aires, al sur de las localidades de Los Antiguos y Perito Moreno, y al norte de Bajo Caracoles.

## Características generales
Protege una importante porción de la meseta del Lago Buenos Aires, incluida en la ecorregión terrestre estepa patagónica. La meseta del Lago Buenos Aires es abundante en manifestaciones arqueológicas y en paisajes que podrían atraer al turismo ecológico, como la laguna del Sello y el monte Zeballos.
Sus principales atractivos residen en las características prístinas que aún el área mantiene, lo que conlleva la supervivencia de poblaciones de las especies características de la fauna patagónica, descollando un endemismo reproductivo de las mesetas del oeste provincial: el macá tobiano, un ave considerada como en peligro crítico a nivel mundial, es decir en una categoría que agrupa a las especies que requieren de acciones urgentes para su conservación.

## Historia previa del área
La idea de que en la región donde sobreviven las últimas colonias reproductivas -numéricamente destacadas- del macá tobiano se cree una unidad de protección nacional —lo cual permitiría una mayor eficacia en su conservación— partió de especialistas que realizaban campañas de investigación en el área. El arqueólogo Carlos Gradín hacía foco en sus valores culturales centrados en su relevancia arqueológica; el guardaparque Andrés Johnson proponía la creación de un parque nacional destacando no sólo las poblaciones del raro macá sino también en sus endemismos de flora y fauna. En 2007, vecinos de la localidad de Los Antiguos, mediante cartas a las autoridades nacionales, reclamaron el mismo objetivo, para proteger a la cuenca del lago Buenos Aires de proyectos de minería de oro. Las ONG Aves Argentinas y Ambiente Sur estaban retomando, para esa época, las prospecciones y censos de macá tobiano en las mesetas occidentales santacruceñas, relevadas por Fundación Vida Silvestre Argentina años antes, y propiciaban la creación de un parque nacional en alguna de esas áreas claves para la especie. Tras los equipos técnicos de la Administración de Parques Nacionales recibir un informe por parte de estas organizaciones que indicaban las mesetas utilizadas por el macá tobiano, se inicia la búsqueda de tierras fiscales que las incluyeran. En 2009, detectaron un área de tierras fiscales en la meseta del Lago Buenos Aires, que incluía ambientes de importancia para el macá tobiano (laguna El Sello). A partir de ello, la idea de crear un parque nacional en esta meseta en particular, propiciada por las autoridades de la Administración de Parques Nacionales, encontró positivo eco en el Poder Ejecutivo y legisladores de la provincia de Santa Cruz. Todo este proceso se llevaba a cabo con el impulso y participación activa de un grupo de ONG, entre las que se encontraban: Aves Argentinas, Ambiente Sur y la Fundación Fauna y Flora Argentina, hoy Fundación Rewilding Argentina, actores claves en los trabajos de investigación, prospección, conservación y divulgación sobre la problemática del macá tobiano. 
En 2012, Fundación Rewilding Argentina adquiere el establecimiento El Sauco, con el objetivo de proteger intensamente la laguna El Sauco que la propiedad alberga, en razón de ser esta de los sitios más importantes de nidificación del macá tobiano. La misma propiedad se uniría al parque nacional pues su jurisdicción ya ha sido cedida al Estado Nacional.
También dieron su apoyo Greenpeace y la Fundación Vida Silvestre Argentina, esta última fue la primera entidad en desarrollar un programa de estudio y conservación del macá tobiano, primeramente a fines de la década del 70 y principios de los 80 en donde la especie fue descubierta originalmente: la laguna Los Escarchados, y posteriormente desde fines de los 80 hasta los primeros años del siglo XXI en toda la distribución de la especie. 
En 2012, con el apoyo del Ministerio de Turismo de la Nación, las ONG Aves Argentinas y Ambiente sur, toman la decisión de la realización de un documental para contar la problemática de las especies, Marcelo Viñas y Juan María Raggio estrenaron su documental El Ocaso del Macá Tobiano, que marcó un hito en la comunicación dedicada a las especies amenazadas y que facilitó las gestiones de conservación para este nuevo parque nacional.

## Creación y legislación
La primera fase de la concreción del área protegida se cumplió el 14 de marzo de 2013, al sancionar la legislatura de la provincia de Santa Cruz la ley n.º 3306 de cesión de jurisdicción y dominio de tierras de la provincia a favor del Estado Nacional con el objetivo específico de la creación de un parque nacional. Esta ley fue fruto del proyecto de ley provincial presentado e impulsado por el diputado provincial Oscar Sandoval, de la localidad de Los Antiguos. Dicha ley fue votada en forma unánime, tanto en general como en cada uno de sus artículos. La superficie que la provincia cedió comprende 18 000 hectáreas fiscales, a las que se le sumaron más de 35 000 ha de dominio privado, cuya propiedad será donada a la APN. La ley fue promulgada parcialmente mediante decreto n.º 346/2013 de 12 de abril de 2013.

ARTÍCULO 2.- TRANSFIÉRASE a favor del Estado Nacional la jurisdicción necesaria para que éste ejerza las competencias previstas en la Ley Nacional 22.351 sobre las tierras del dominio privado que se detallan en los Anexos I y II, que pasan a formar parte de la presente.
 ARTÍCULO 3.- La cesión a la que se refieren los Artículos 1º y 2º de la presente ley, se realiza con el cargo de crear el Parque Nacional Patagonia y de incorporarlo al sistema creado por la Ley Nacional 22.351. Esta cesión quedará sin efecto si el Estado Nacional, dentro del plazo de tres años a partir de la sanción de la presente, no sanciona la ley de creación del Parque Nacional Patagonia.

La cesión de dominio y jurisdicción comprendió dos sectores, el menor de ellos en la laguna del Sello y su entorno. La cesión de solo jurisdicción sumó un total de 34 011 ha 62 a 91,26 ca correspondientes a la estancia El Sauco de dominio privado.
La ley nacional n.º 27081, sancionada el 16 de diciembre de 2014 y promulgada por decreto n.º 69/2015 el 21 de enero de 2015, aceptó la cesión de dominio y jurisdicción y creó el parque nacional Patagonia.

ARTÍCULO 3° — En cumplimiento del cargo establecido en el artículo 3° de la ley de la provincia de Santa Cruz 3.306, y encontrándose reunidos los requisitos previstos por los artículos 1°, 3° y concordantes de la ley nacional 22.351 —Régimen Legal de los Parques Nacionales, Monumentos Naturales y Reservas Nacionales—, créase el Parque Nacional Patagonia, de aproximadamente cincuenta y dos mil ochocientas once hectáreas (52.811 has), el que comprenderá los sectores descriptos en los Anexos I y II.

El 8 de mayo de 2017, la Fundación Rewilding Argentina efectivizó la donación a la Administración de Parques Nacionales de la estancia El Sauco, que había adquirido en 2012. Con esta donación la APN pasó a tener -además de la jurisdicción que ya poseía al haber sido incluida en la creación del parque nacional- el dominio de dicho campo.

### Proyecto de ampliación
La Fundación Rewilding Argentina adquirió el 4 de noviembre de 2015 las 24 000 ha de la Estancia Los Toldos, en donde se encuentra la Cueva de las Manos, que es Patrimonio de la Humanidad desde 1999. En 2015, también adquirió las 20 000 ha de la Estancia La Ascensión sobre el lago Buenos Aires. Estas dos estancias forman parte del proyecto de ampliación del parque nacional Patagonia (no contiguas con él) que lleva adelante la Fundación Rewilding Argentina. En ambos casos serán necesarias leyes de la provincia de Santa Cruz y de la Nación.
El 19 de septiembre de 2018 el Poder Ejecutivo nacional dictó el decreto n.º 838/2018 mediante el cual creó la reserva natural silvestre Patagonia, luego de que por resolución n.º 298 de 14 de junio de 2018 el directorio de la Administración de Parques Nacionales aceptara la donación con cargo de la Fundación Rewilding Argentina y el Fideicomiso Parque Patagonia, de 3 estancias: Veranada de Estancia Laurak Bat (de 9278 ha 14 a 27,74 ca), Establecimiento Ganadero La Tapera (de 5613 ha 6 a 60 ca) y Establecimiento Ganadero El Sauce (de 12 817 ha 65 a 63 ca). Aunque el Estado Nacional ya tiene el dominio sobre estos campos, para su inclusión en el parque nacional Patagonia (que admninistra la reserva) hace falta una ley de cesión de jurisdicción por parte de la provincia de Santa Cruz y otra de la Nación de su aceptación e inclusión al parque nacional. Los campos Veranada de Estancia Laurak Bat y La Tapera lindan con los dos sectores en que se divide el parque nacional logrando su continuidad.
La Fundación Rewilding Argentina se encuentra en proceso de ampliar el parque nacional. El proyecto de ampliación causó el rechazo de productores agropecuarios santacruceños que lograron trabar la ley de cesión de jurisdicción en la Legislatura.

## Administración
Por resolución n.º 126/2011 de la Administración de Parques Nacionales de 19 de mayo de 2011 se dispuso encuadrar para los fines administrativos a las áreas protegidas. El parque nacional Patagonia entra en la categoría áreas protegidas de complejidad III, por lo cual tiene a su frente un intendente designado, del que dependen 4 departamentos (Administración; Obras y Mantenimiento; Guardaparques Nacionales; Conservación y Uso Público) y la división de Despacho y Mesa de Entradas, Salidas, y Notificaciones. La intendencia tiene su sede en la Terminal de Ómnibus de la localidad de Los Antiguos.

## Biodiversidad
La zona presenta poblaciones de la fauna característica de las altas mesetas santacruceñas, albergando una variada avifauna representativa de las estepas y humedales patagónicos, acompañada por diversos endemismos de distribución muy restringida en plantas, mamíferos y reptiles.
Ecorregionalmente sus áreas terrestres pertenecen a la ecorregión terrestre estepa patagónica, mientras que sus arroyos y lagunas se incluyen en la ecorregión de agua dulce Patagonia.

### Fauna
Mamíferos
Entre las especies de mamíferos se encuentran: guanaco austral, puma patagónico, gato montés, zorro gris chico, zorro colorado patagónico, Zorrino patagónico, Huroncito patagónico, piche, etc.
Aves
El área conservada fue declarada por Aves Argentinas/BirdLife International como AICA (IBA).
Entre las aves destaca el símbolo del  parque: el macá tobiano, especie que fue declarada Monumento Natural provincial, y que las apenas 400 parejas reproductivas remanentes sólo lo hacen en todo el mundo en las altiplanicies del occidente de Santa Cruz.
Es posible encontrar, además, al choique patagónico, la quiula patagónica, la perdiz copetona común, águila mora, halconcito colorado, infinidad de anátidas y pájaros de pequeño tamaño. La gran mayoría de las especies aviarias migra en el otoño y retorna a la zona en la primavera, pues en el invierno los cuerpos acuáticos se congelan y la nieve cubre a la zona con un manto blanco.

### Flora
Fitogeográficamente el área pertenece al distrito fitogeográfico patagónico subandino de la provincia fitogeográfica patagónica. Algunas de sus especies características son el coirón, cadillo, neneo, llareta, leña de piedra, etc. 

## Amenazas y vigilancia
El principal riesgo lo constituye la presencia de predadores que amenazan la supervivencia de la especie emblemática del área: el macá tobiano. El primero de ellos es la gaviota cocinera o dominicana (Larus dominicanus), la cual desde su primitivo hábitat limitado a las costas marinas comenzó a invadir la estepa a favor de la abundante carroña que proporciona la ganadería ovina, alterando el balance de las lagunas de la meseta, pues las aves que allí nidificaban no estaban adaptadas a ese eficaz predador. Similar hecho ocurre con el visón americano (Mustela vison), el cual escapó durante el siglo XX de criaderos de pilíferos e invadió gran parte de la Patagonia en ambos países.  

## Galería

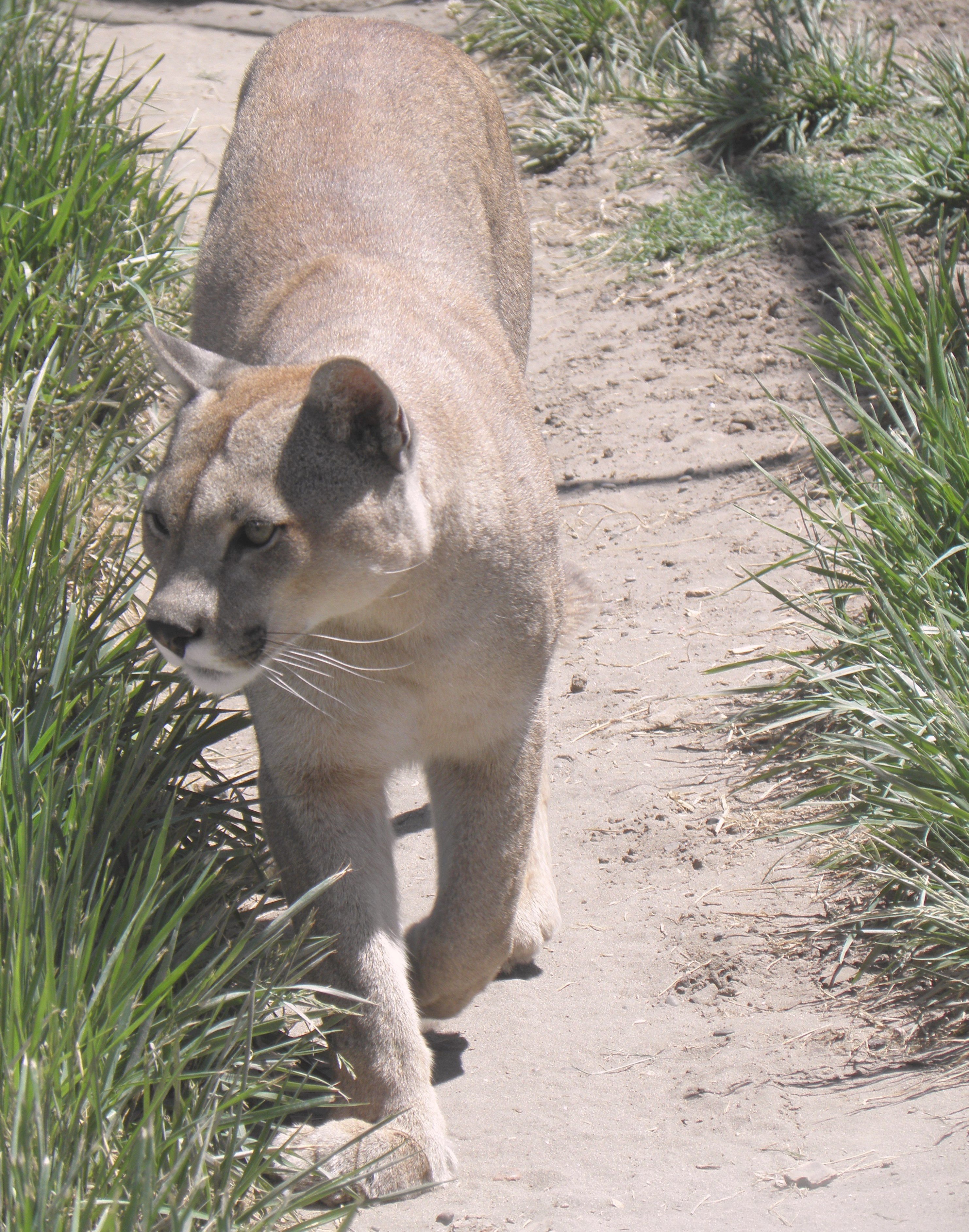
Puma patagónico.
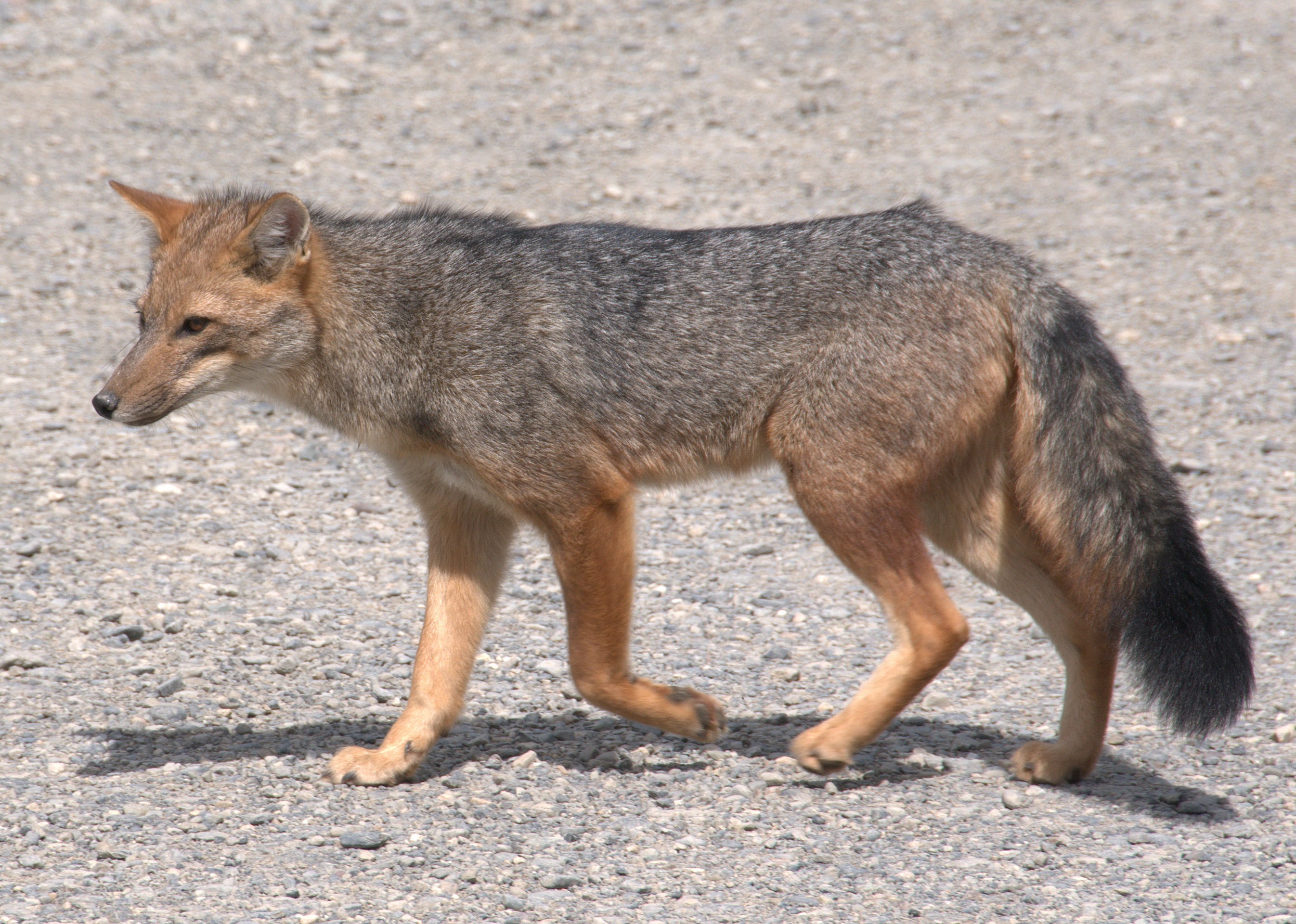
Zorro colorado patagónico.
Zorro gris chico.
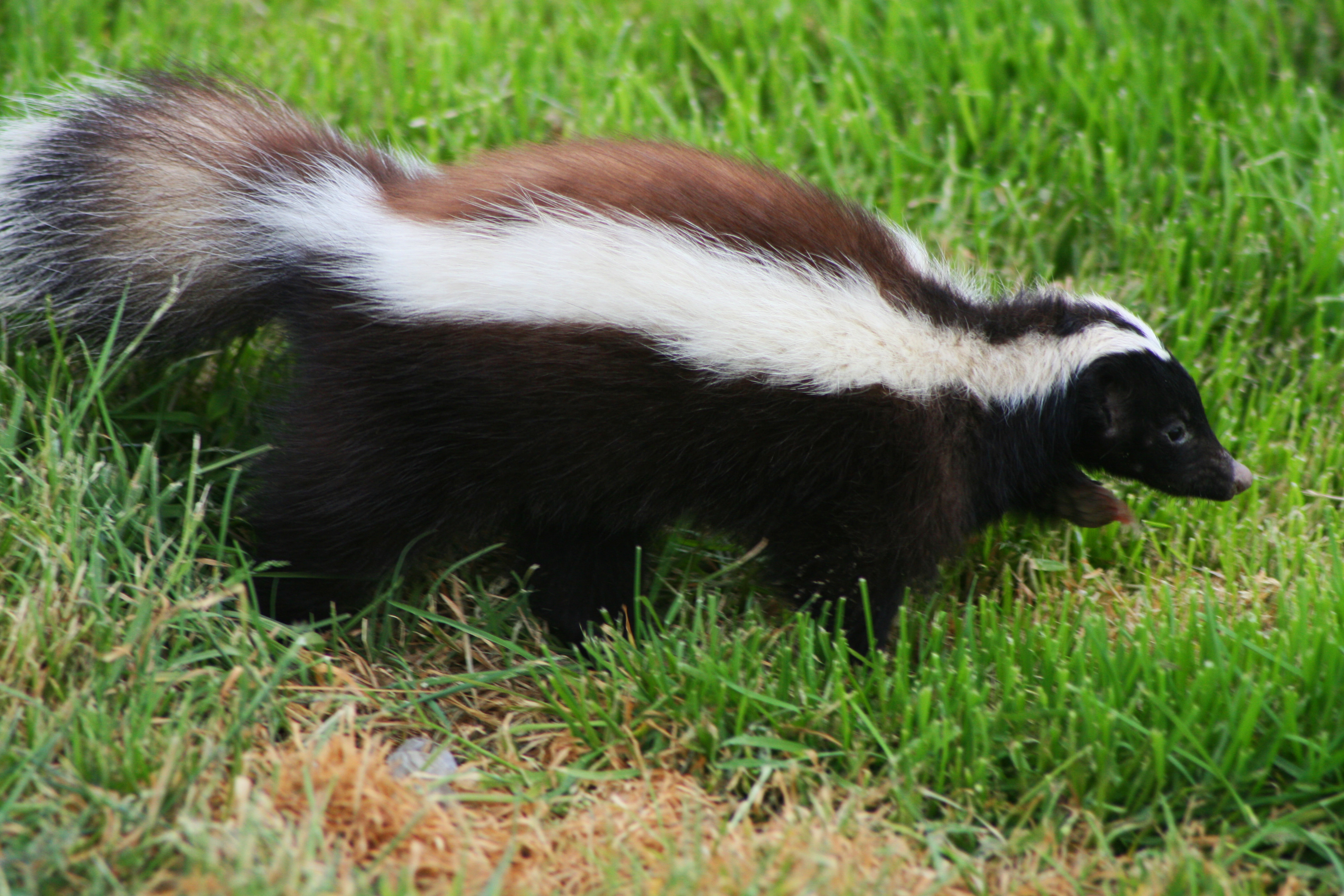
Zorrino patagónico.
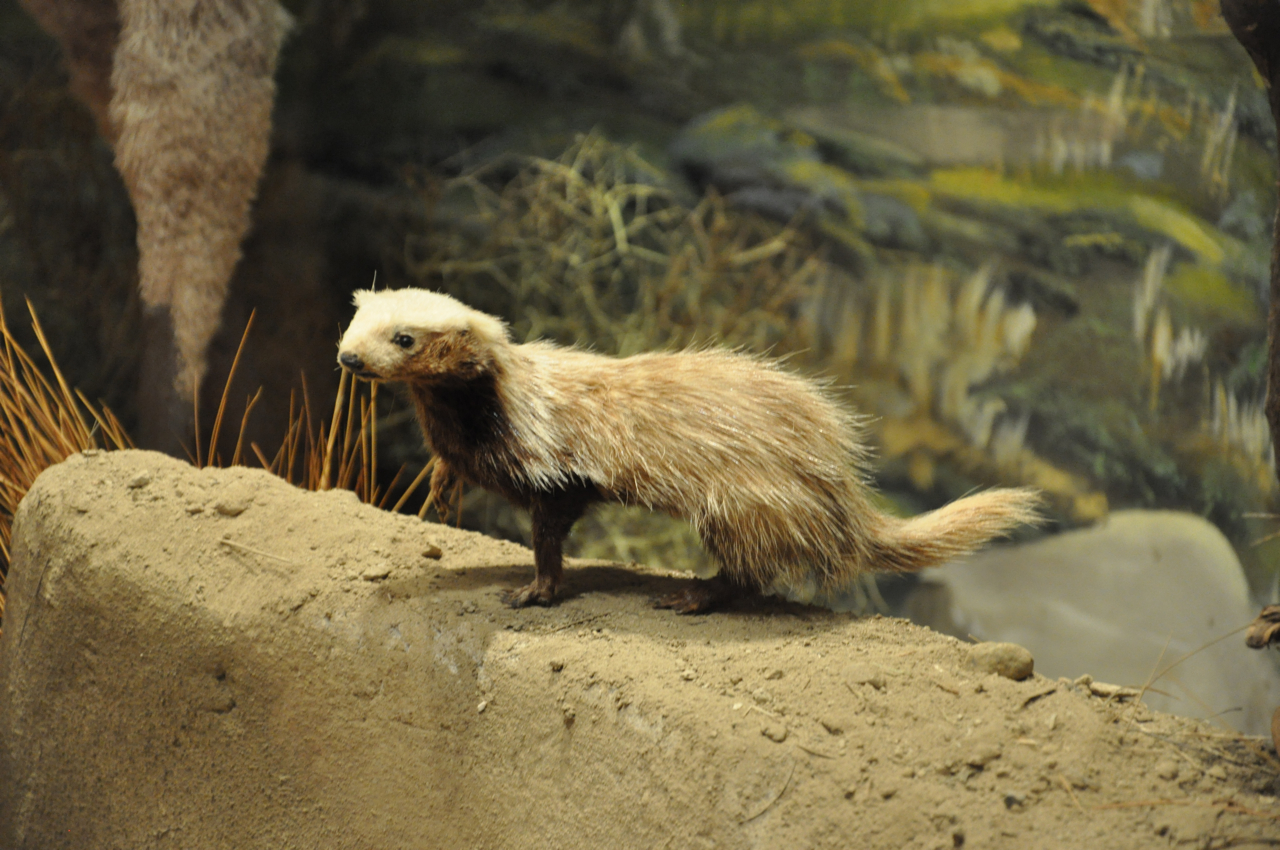
Huroncito patagónico.
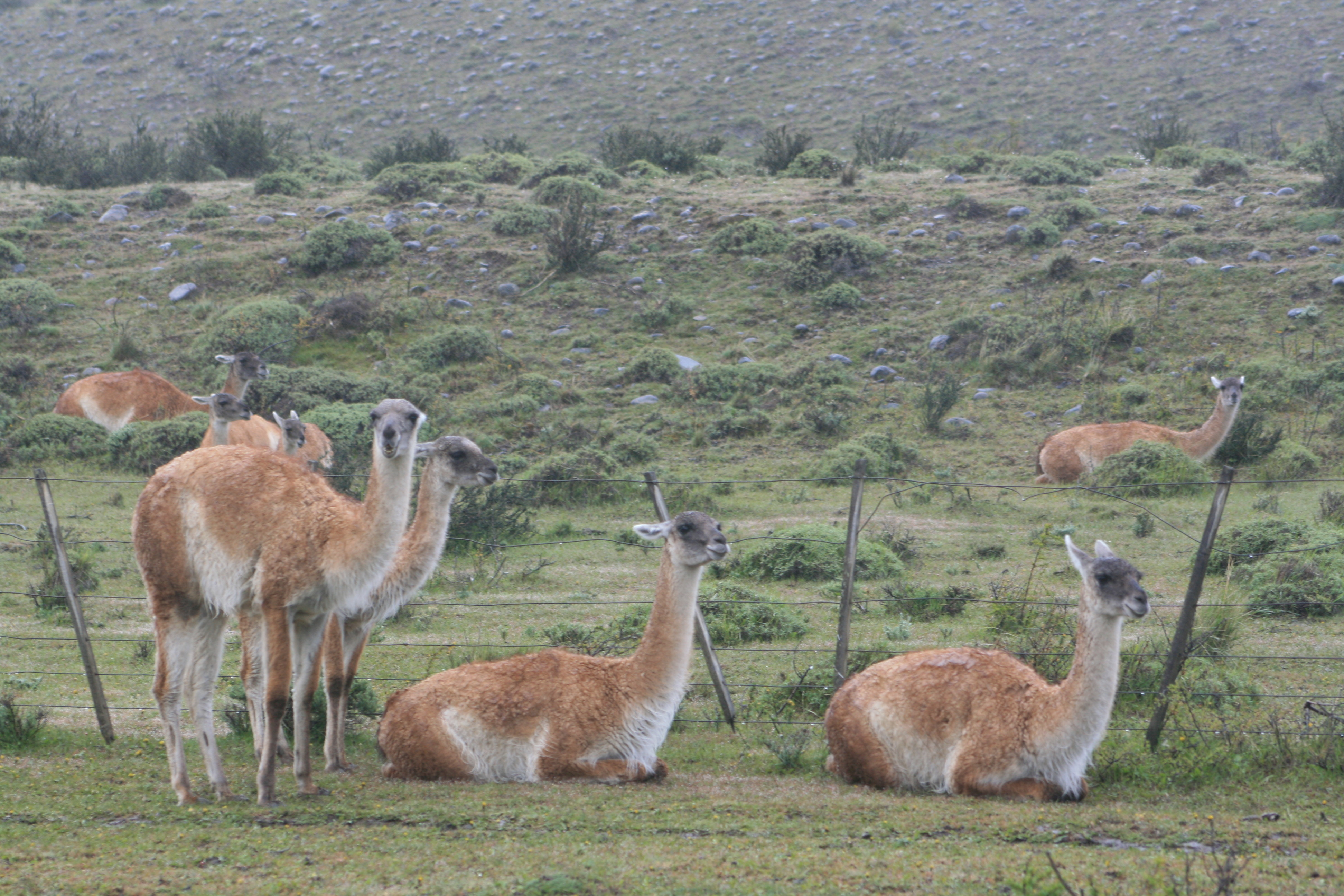
guanaco austral.
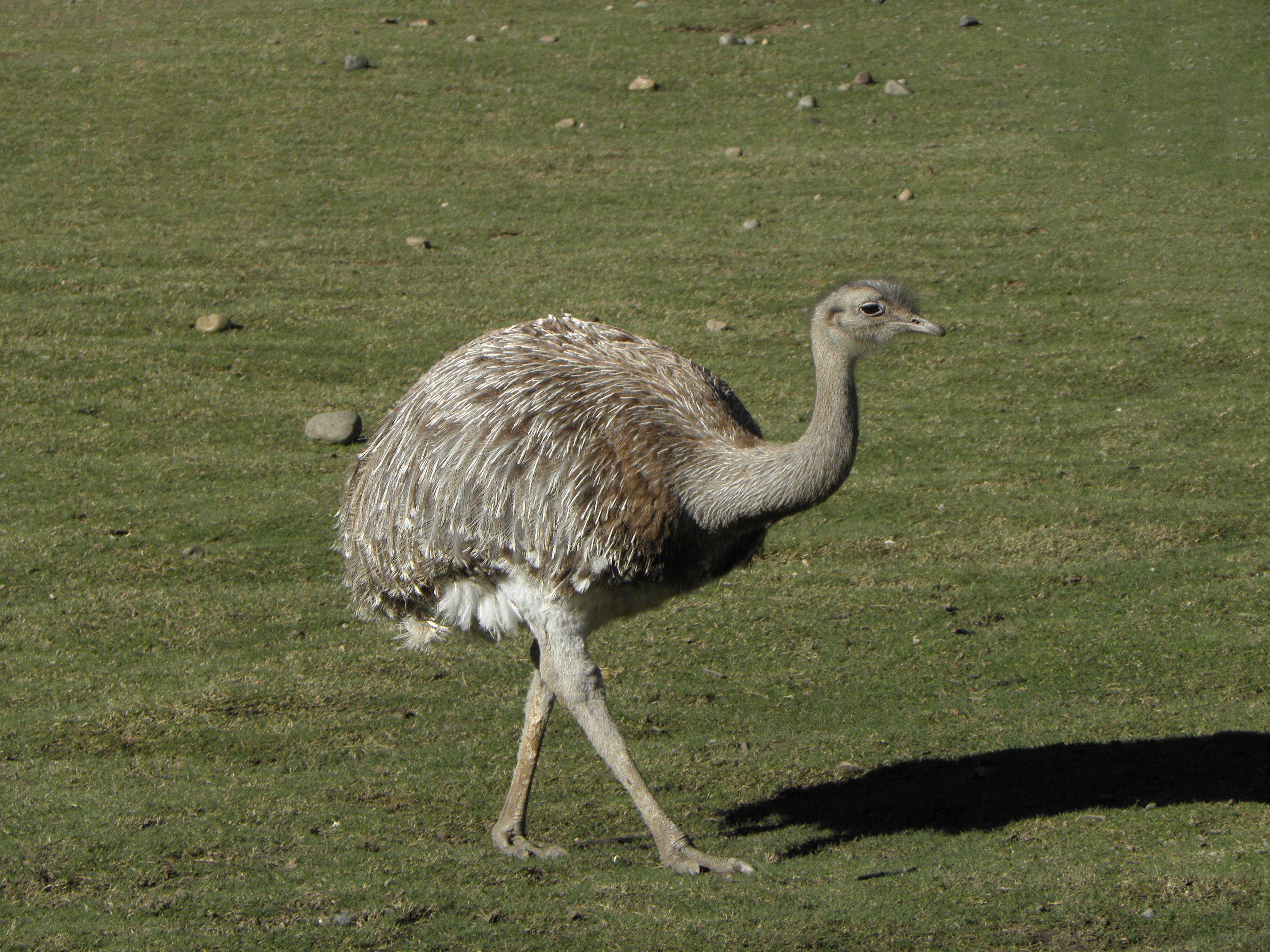
Choique patagónico.
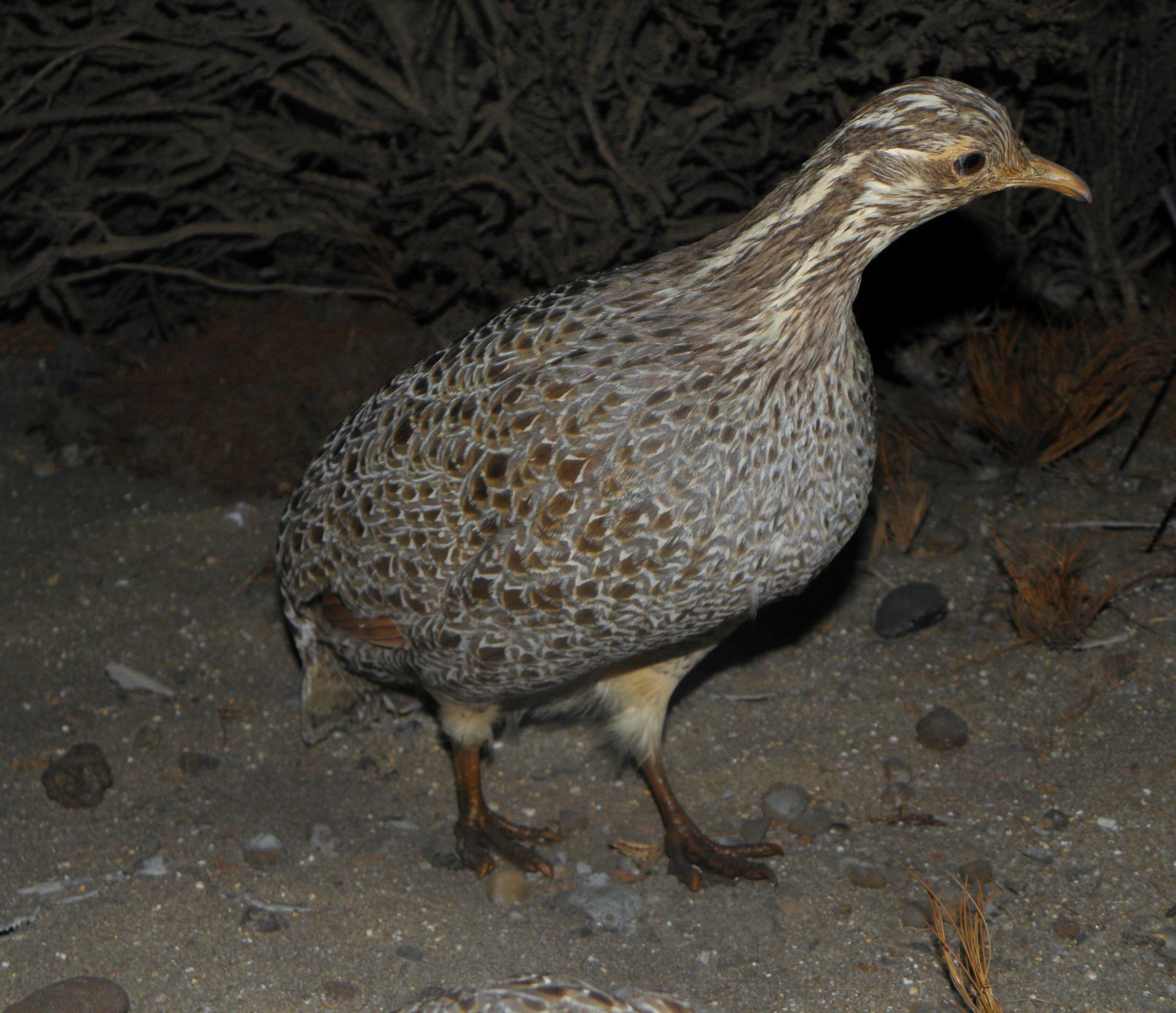
Quiula patagónica.
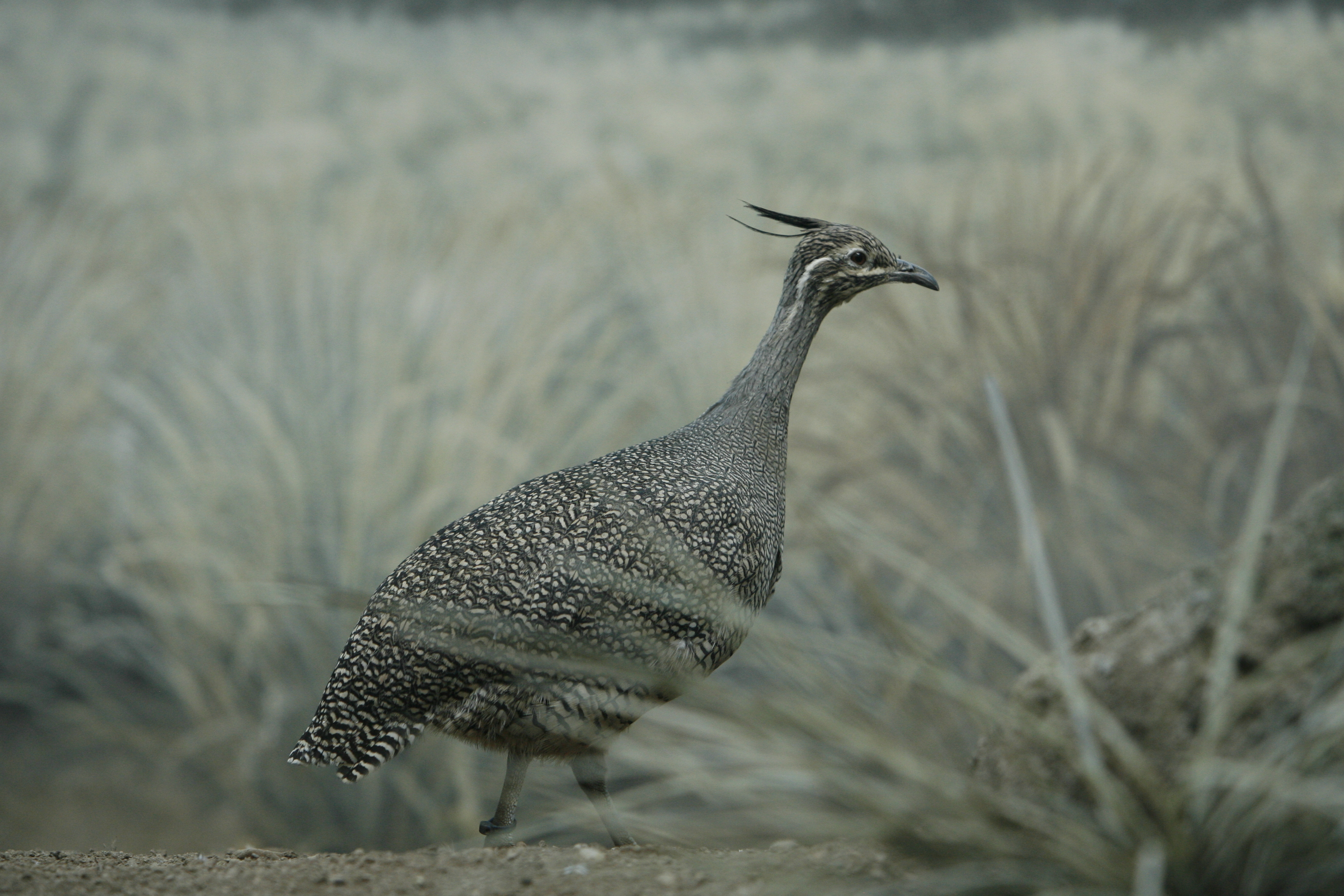
Perdiz copetona común.